# NGC 5745-1
NGC 5745-1 (другие обозначения — MCG -2-38-4, VV 98, NPM1G -13.0456, IRAS14423-1344, PGC 52669) — спиральная галактика (Sa) в созвездии Весы.
Этот объект входит в число перечисленных в оригинальной редакции «Нового общего каталога».